# Максай, Джон
Джон Максай (англ. John Macsai; 1926, Будапешт, Венгрия — 2017, Еванстон, Иллинойс, США) — известный американский архитектор, специалист по проектированию жилых зданий.

## Биография
Джон Максай родился в еврейской семье, в Венгрии. Во время второй мировой войны, когда Венгрия была оккупирована Германией, попал в концлагерь Маутхаузен. После освобождения в 1945 году возобновил учебу в политехническом университете в Будапеште (Polytechnic University in Budapest). Вскоре перевёлся в Университет Майами в Оксфорде, Огайо (Miami University in Oxford, Ohio), где получил степень бакалавра архитектуры в 1949 году. Спроектировал большое количество жилых небоскребов в престижных районах Чикаго. Опубликовал книгу «Жилище» («Housing»), переведенную на многие языки мира, в том числе, на русский. Занимал должность профессора Иллинойсского университета в Чикаго с 1970-го до 1996 года.